# Åsfly
Åsfly (Moma alpium) är en fjärilsart som beskrevs av Pehr Osbeck 1778. Enligt Catalogue of Life ingår åsfly i släktet Moma och familjen Pantheidae, men enligt Dyntaxa är tillhörigheten istället släktet Moma och familjen nattflyn. Arten är reproducerande i Sverige. Inga underarter finns listade i Catalogue of Life.

## Bildgalleri

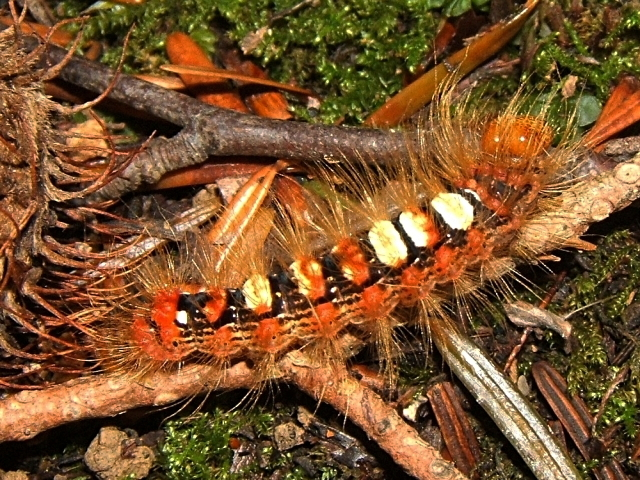
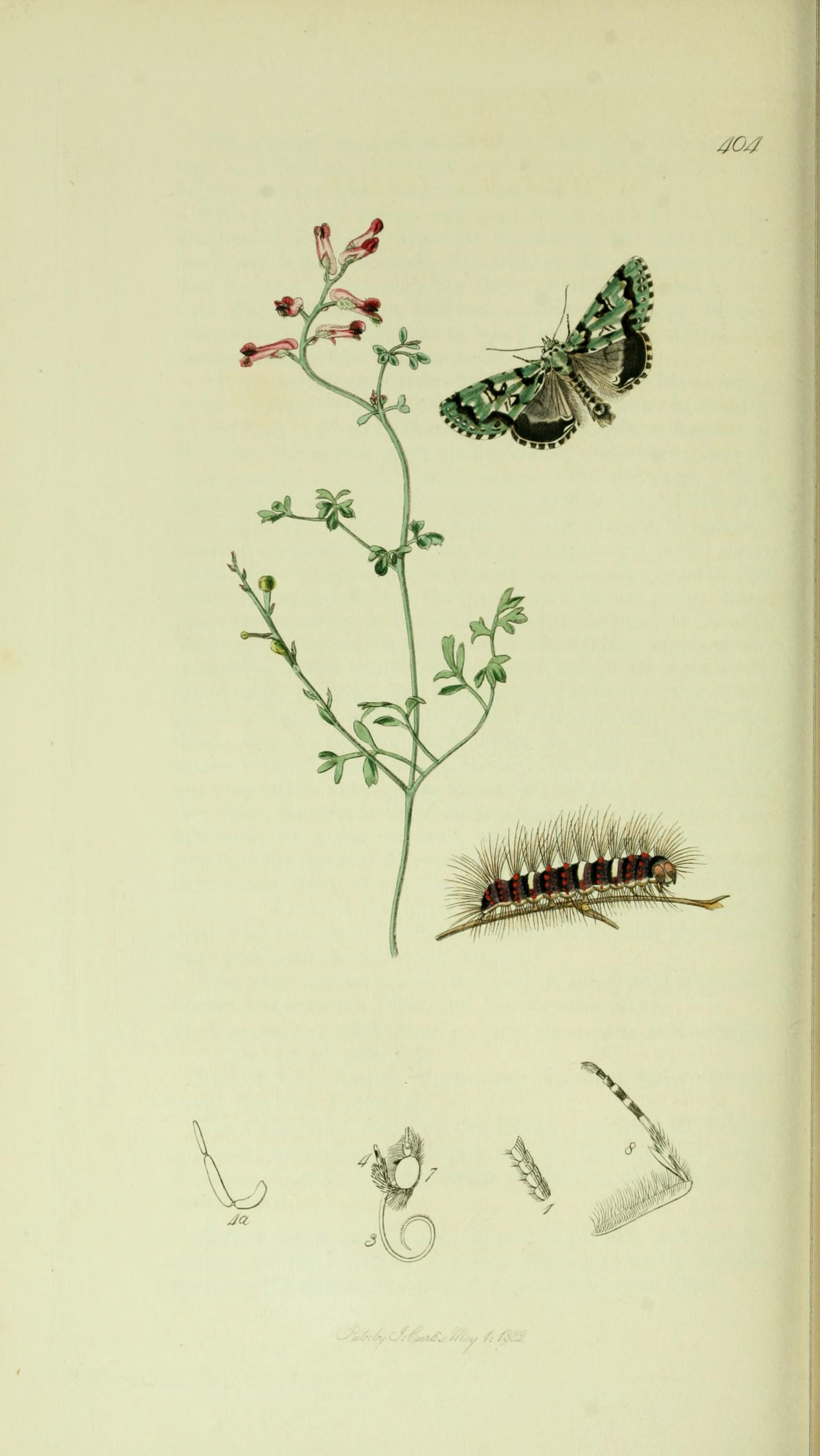